# المقطار (السدة)

تعديل مصدري - تعديل

المقطار محلة تابعة لقرية صلي، التابعة لعزلة المرخام بمديرية السدة إحدى مديريات محافظة إب في الجمهورية اليمنية.، بلغ تعداد سكانها 74 حسب تعداد اليمن لعام 2004.